# Letecký katapult

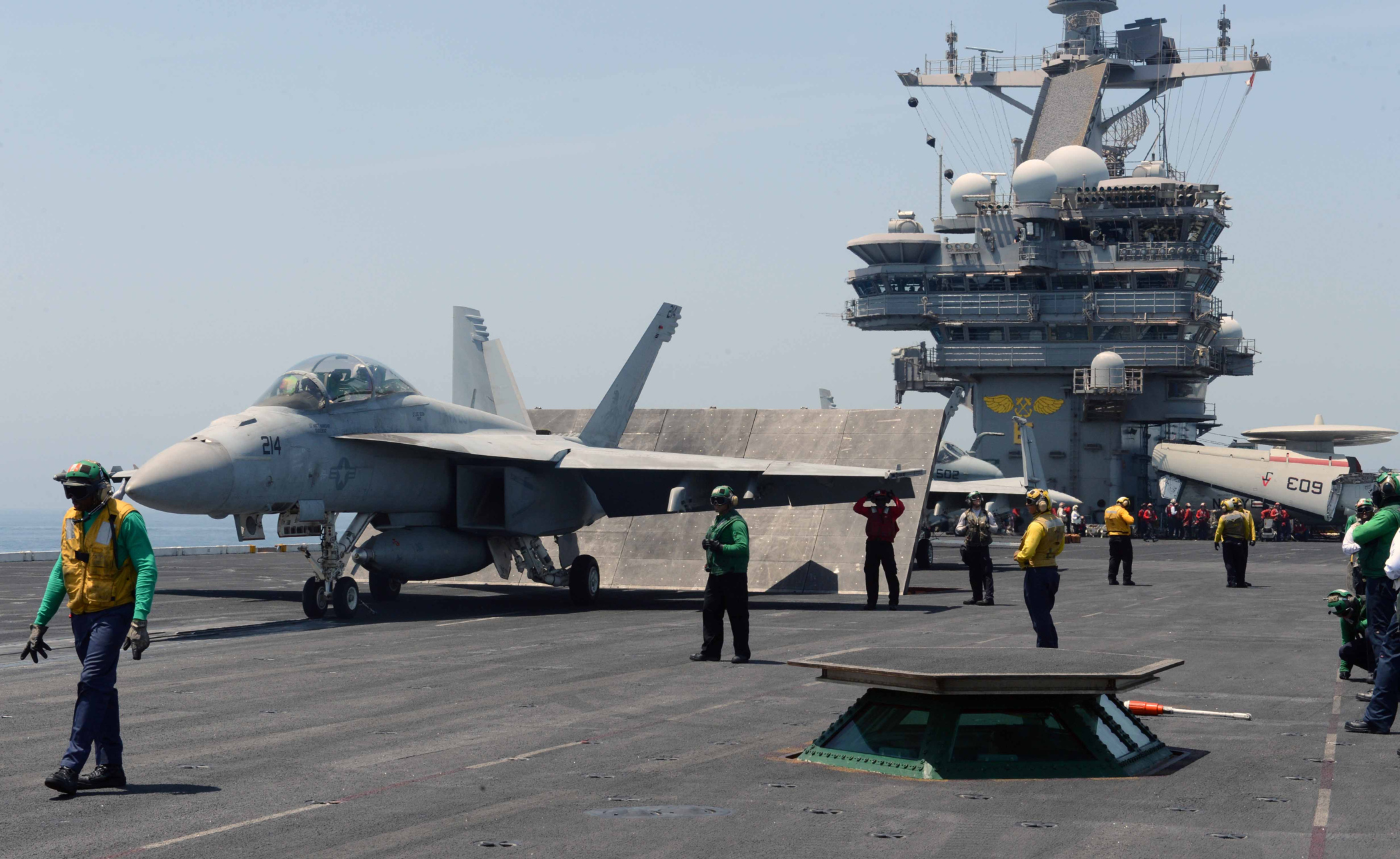
Pohled na katapult lodi USS George H. W. Bush s letounem F/A-18F připraveným ke startu

Systém STOBAR provozuje více námořnictev, než systém CATOBAR

Letecký katapult je zařízení používané na letadlových lodích pro asistovaný vzlet letadel. V minulosti se používal i na dalších kategoriích plavidel (od bitevních lodí až po torpédoborce, minonosky a ponorky) pro asistovaný start hydroplánů, létajících člunů či pro asistovaný start prvních střel s plochou dráhou letu. Taktéž se používal po omezenou dobu na transoceánských parnících a během druhé světové války též na civilních nákladních lodích pro asistovaný vzlet stíhacích letounů pro ochranu konvojů.
Katapult je používán zejména z důvodu zkrácení dráhy letounu potřebné pro jeho vzlet. Další výhodou je možnost vzletu bez omezení vzletové hmotnosti, letoun tedy může vzlétnout bez potřeby omezovat množství paliva nebo výzbroje, či výstroje pro plnění svých úkolů. Některé letouny používané na letadlových lodích pro svůj vzlet přímo vyžadují katapulty a samy by nebyly z letové paluby schopné vzlétnout bez pomoci katapultu z důvodu příliš krátké dráhy.
Letoun vzlétající s pomocí katapultu bývá označován anglickou zkratkou CATO (Catapult Assisted Take Off). Naprostá většina letadel s pevnými křídly, používaných na letadlových lodích US Navy, má charakteristiky CATOBAR (Catapult Assisted Take Off But Arrested Recovery) – vzlet s katapultem a přistání s pomocí brzdných lan.

## Historie

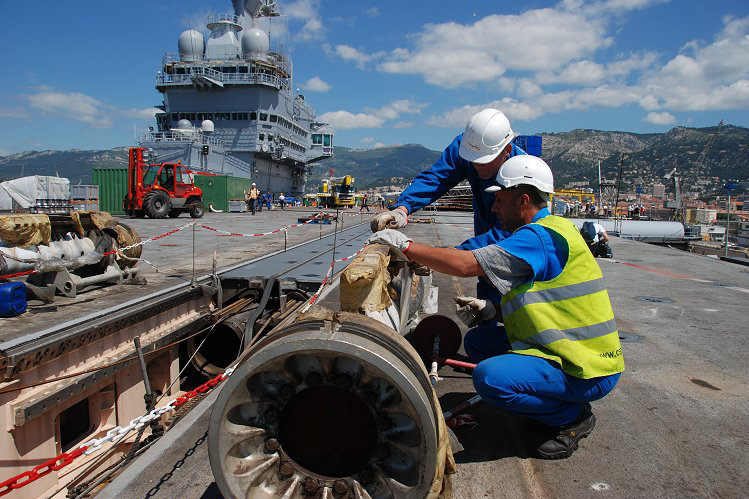
Součásti parního katapultu na letadlové lodi Charles de Gaulle

Od června 1912, prováděl Američan Theodore Gordon Ellyson první experimenty se vzletem za pomoci katapultu. Dne 12. listopadu 1912 provedl Ellyson první úspěšný vzlet za pomoci katapultu ze zakotvené lodě.
Během druhé světové války byly některé lodě pro ochranu konvojů vybaveny katapultem poháněným raketovým motorem pro vzlet Hawker Hurricane, nebo Hawker Sea Hurricane. Vedle pěti upravených lodí Royal Navy (tzv. Fighter catapult ship) bylo takto upraveno i několik obchodních lodí (tzv. CAM ship). Hurricane vzlétl z lodě s pomocí katapultu a po splnění úkolu (obrany konvoje) přistál na nejbližším letišti, nouzově na hladině a nebo jej pilot opustil na padáku.
První letadlovou lodí vybavenou parním katapultem, tak jak známe v současnosti, byla britská HMS Perseus.

## Současnost
V současné době používají letadlové lodě US Navy parní katapulty C-13-2, které dokážou urychlit letoun z 0 km/h na 300 km/h za 3 sekundy. Od roku 2015 se na USS Gerald R. Ford testuje nový elektromagnetický katapult EMALS.
V současnosti (2023) je jediným dalším provozovatelem katapultu na letadlové lodi francouzská Marine Nationale – letadlová loď Charles de Gaulle nese dva americké parní katapulty C13‑3.

## Budoucnost
V současné době US Navy provádí testy nového elektromagnetického katapultu označeného jako Electromagnetic Aircraft Launch System (EMALS), který bude využíván na nových letadlových lodích třídy Gerald R. Ford.
S instalací katapultu se do budoucna počítá i na rozestavěné čínské letadlové lodi Fu-ťien.

## Typy katapultů
Katapulty se mohou rozdělovat na jednotlivé typy dle principu pohonu vozíku katapultu.
- Vahadlový. Vozík katapultu je urychlován závažím přes soustavu kladek. Takový byl používán například bratry Wrightovými.
- Stlačený vzduch. Vozík katapultu je urychlován pomocí pístu poháněného stlačeným vzduchem. Tento systém se využíval pro vzlety z lodí od první světové války až do 50. let 20. století, kdy jej nahradily výkonnější parní katapulty. Od 30. let byl užíván hlavně ke startu palubních hydroplánů z bitevních lodí a křižníků. V provozu na letadlových lodích se závislost na provozní zásobě stlačeného vzduchu projevila jako nevýhoda omezující počet letadel útočné vlny která mohla odstartovat v krátkém časovém intervalu.
- Hydraulický či hydropneumatický – vozík katapultu je urychlován pomocí pístu poháněného vzduchem stlačovaným hydraulickou pumpou. Tento druh katapultu byl užíván na letadlových lodích Royal Navy a United States Navy v době druhé světové války a krátce po ní, například u americké třídy Essex.[1]
- Raketový. Vozík katapultu je urychlován raketovými motory. Ve většině případů šlo o raketové motory na tuhé palivo a jednalo se o provizorní řešení. Výhodou tohoto řešení je možnost instalace na jakékoli lodi bez potřeby ji zásadně upravovat.
- Parní. Vozík katapultu je urychlován pomocí pístu poháněného parou. V současnosti jediný využívaný systém na všech letadlových lodích současnosti.
- Elektromagnetický. Vozík katapultu je urychlován elektromagneticky na principu lineárního indukčního motoru. V současnosti je vyvíjen pro letadlové lodě nové generace, viz EMALS.